# Boku wa kuma
Boku wa kuma (ぼくはくま? lett. "Io sono un orso") è un brano musicale della cantante giapponese Utada Hikaru, pubblicato come suo diciassettesimo singolo sul mercato giapponese (il ventiquattresimo in totale). Il singolo è stato pubblicato il 22 novembre 2006, solo qualche mese dopo il precedente lavoro in studio della cantante, Ultra Blue, ed appena due mesi dalla fine del suo ultimo tour, Utada United 2006. La Oricon ha certificato che il singolo ha venduto circa 147 000 copie.

## Tracce
1. Boku wa kuma (ぼくはくま) – 2:23
2. Boku wa kuma (Original Karaoke) – 2:25

## Classifiche
| Classifica (2007)   | Posizione massima |
| ------------------- | ----------------- |
| Giappone            | 4                 |
| Giappone (suonerie) | 14                |